# Super World of Sports
Pour les articles homonymes, voir SWS.
La Super World of Sports (SWS) est une fédération de catch (lutte professionnelle) japonaise fondée par la marque de lunettes Megane Super en 1990 qui cesse ses activités en 1992.
Elle est créée peu de temps après le départ de Genichiro Tenryu de la All Japan Pro Wrestling (AJPW) en avril 1990 pour devenir ambassadeur de Megane Super. Peu de temps après, Megane Super annonce la création de la SWS et engage plusieurs catcheurs de la AJPW. Elle a aussi un partenariat avec la World Wrestling Federation (WWF).
Cette fédération fait l'objet de nombreuses critiques négatives dès sa création par la presse sportive japonaise. Les journalistes considèrent que les catcheurs viennent pour l'argent et pas pour proposer quelque chose de différent.

## Histoire de la fédération
Avant la création de la Super World Sports, Genichiro Tenryu est un des catcheurs vedette de la All Japan Pro Wrestling. En avril 1990, Tenryu annonce qu'il prend sa retraite et devient ambassadeur de la marque de lunettes Megane Super.
Peu de temps après, Megane Super annonce la création de sa propre fédération, la Super World Sports (SWS) dirigée par Hachiro Tanaka. La SWS recrute plusieurs catcheurs de la All Japan Pro Wrestling. Après la création de cette fédération, les journalistes sportifs japonais se montrent très critiques envers cette nouvelle fédération. C'est notamment le cas de Tarzan Yamamoto, le rédacteur en chef du magazine Weekly Wrestling qui considère que cette fédération offre beaucoup d'argent à ses catcheurs mais ne va pas proposer un spectacle diffèrent de ce qui est déjà proposé. La SWS signe un contrat avec TV Tokyo pour diffuser ses premières émissions. Le premier spectacle de la SWS a lieu le 29 septembre et quelques semaines plus tard, la SWS annonce qu'elle vient de signer un partenariat avec la World Wrestling Federation (WWF) pour des échanges de catcheurs et l'organisation de spectacles au Japon.
La SWS change de diffuseur en 1991 pour aller chez WOWOW. Le 13 mars 1991, SWS s'allie avec la Universal Wrestling Federation, une autre fédération japonaise dirigé par Yoshiaki Fujiwara (en) pour s'échanger des catcheurs. L'accord avec la WWF permet à Tenryu et l'ancien yokozuna Koji Kitao de participer le 24 mars 1991 à WrestleMania VII de vaincre Demolition (Smash et Crush),. La WWF vient au Japon six jours plus tard pour Wrestlefest in Tokyo Dome devant 42 000 spectateurs, le match phare voit Tenryu et Hulk Hogan perdre par décompte à l'extérieur face à The Legion of Doom. Deux jours plus tard a lieu Wrestle Dream in Kobe où Hogan conserve son titre de champion du monde poids lourd de la WWF face à Yoshiaki Yatsu. Ce spectacle est aussi connu pour le combat opposant Earthquake à Kitao qui tourne à l'affrontement réel. La SWS renvoie Kitao, qui a commencé à attaquer Earthquake, quelques jours plus tard. Tenryu prend la direction de la fédération le 19 juillet. Un nouveau partenariat est signé le 14 octobre avec la fédération mexicaine Empresa Mexicana de Lucha Libre (EMLL). La SWS créé son premier championnat, le championnat poids lourd junior de la SWS, et Naoki Sano (en) en est le premier champion le 12 décembre après sa victoire face à Rick Martel durant Super Wrestle in Tokyo Dome.
La SWS organise un tournoi le 14 février 1992 pour désigner les premiers champions par équipes de cette fédération. King Haku et Yoshiaki Yatsu le remporte en éliminant Genichiro Tenryu et Ashura Hara en finale. Au printemps, des tensions apparaissent en coulisse entre Tenryu et ses amis et un groupe mené par Yatsu. Yatsu reproche à Tenryu de controler le booking par l’intermédiaire de The Great Kabuki (en). Yatsu quitte la SWS le 14 mai et le 25, Tenryu annonce la création de sa propre fédération, la Wrestle and Romance . Megane Super cesse de soutenir financièrement la SWS qui organise son dernier spectacle le 19 juin.

## Les championnats de laSuper World of Sports

### LeSWS Junior Heavyweight Championship
Le SWS Junior Heavyweight Championship (que l'on peut traduire par championnat poids lourd junior de la SWS) est un championnat de catch (lutte professionnelle) de la Super World of Sports (SWS). Il est créé le 12 décembre 1991 après la victoire de Naoki Sano (en) sur Rick Martel. Sano est l'unique détenteur de ce titre jusqu'à la fermeture de la SWS.
| # | Champion        | Règne | Date             | Durée             | Lieu  | Événement                  | Note                                      | Réf    |
| - | --------------- | ----- | ---------------- | ----------------- | ----- | -------------------------- | ----------------------------------------- | ------ |
| 1 | Naoki Sano (en) | 1     | 12 décembre 1991 | 6 mois et 7 jours | Tokyo | SuperWrestle in Tokyo Dome | Il bat Rick Martel pour devenir champion. | [ 10 ] |
| - | Abandonné       | NC    | 19 juin 1992     | NC                | NC    | NC                         | La SWS ferme ses portes.                  | [ 13 ] |

### LeSWS Tag Team Championship
Le SWS Tag Team Championship (que l'on peut traduire par championnat par équipes de la SWS) est un championnat de catch (lutte professionnelle) par équipes de la Super World of Sports (SWS). Il est créé le 14 février 1992 quand King Haku et Yoshiaki Yatsu remportent un tournoi en éliminant Genichiro Tenryu et Ashura Hara en finale.
|  | Demi-finales                        | Demi-finales                        | Demi-finales                | Demi-finales                |                                 |                                 | Finale | Finale | Finale | Finale |
|  |                                     |                                     |                             |                             |                                 |                                 |        |        |        |        |
|  |                                     |                                     |                             |                             |                                 |                                 |        |        |        |        |
|  | Genichiro Tenryu et Ashura Hara     | Genichiro Tenryu et Ashura Hara     | -                           | -                           |                                 |                                 |        |        |        |        |
|  | Genichiro Tenryu et Ashura Hara     | Genichiro Tenryu et Ashura Hara     | -                           | -                           |                                 |                                 |        |        |        |        |
|  | Shinichi Nakano et Tatsumi Kitahara | Shinichi Nakano et Tatsumi Kitahara | 16:27                       | 16:27                       |                                 |                                 |        |        |        |        |
|  | Shinichi Nakano et Tatsumi Kitahara | Shinichi Nakano et Tatsumi Kitahara | 16:27                       | 16:27                       | Genichiro Tenryu et Ashura Hara | Genichiro Tenryu et Ashura Hara | 10:46  | 10:46  |        |        |
|  |                                     |                                     |                             |                             | Genichiro Tenryu et Ashura Hara | Genichiro Tenryu et Ashura Hara | 10:46  | 10:46  |        |        |
|  |                                     |                                     | King Haku et Yoshiaki Yatsu | King Haku et Yoshiaki Yatsu | -                               | -                               |        |        |        |        |
|  | Davey Boy Smith et Marty Jannetty   | Davey Boy Smith et Marty Jannetty   | King Haku et Yoshiaki Yatsu | King Haku et Yoshiaki Yatsu | -                               | -                               | 13:45  | 13:45  |        |        |
|  | Davey Boy Smith et Marty Jannetty   | Davey Boy Smith et Marty Jannetty   |                             |                             |                                 |                                 |        | 13:45  |        |        |
|  | King Haku et Yoshiaki Yatsu         | King Haku et Yoshiaki Yatsu         | -                           | -                           |                                 |                                 |        |        |        |        |
|  | King Haku et Yoshiaki Yatsu         | King Haku et Yoshiaki Yatsu         | -                           | -                           |                                 |                                 |        |        |        |        |

| # | Champions                                | Règnes | Date            | Durée             | Lieu           | Événement                     | Note                                                                                       | Réf    |
| - | ---------------------------------------- | ------ | --------------- | ----------------- | -------------- | ----------------------------- | ------------------------------------------------------------------------------------------ | ------ |
| 1 | King Haku et Yoshiaki Yatsu              | 1      | 14 février 1992 | 2 mois et 2 jours | Kyoto          | SWS                           | Ils battent Genichiro Tenryu et Ashura Hara en finale d'un tournoi. Diffusé le 22 février. | [ 11 ] |
| 2 | George Takano (en) et Shunji Takano (en) | 1      | 16 avril 1992   | 1 jour            | Minamiashigara | SWS                           |                                                                                            | [ 14 ] |
| 3 | Earthquake et Typhoon                    | 1      | 17 avril 1992   | 1 jour            | Yokohama       | SWS THE BATTLE OF KINGS Day 1 |                                                                                            | [ 15 ] |
| 4 | King Haku et Yoshiaki Yatsu              | 2      | 18 avril 1992   | 26 jours          | Tokyo          | SWS THE BATTLE OF KINGS Day 2 |                                                                                            | [ 16 ] |
| - | Vacant                                   | 1      | 14 mai 1992     | 1 mois et 5 jours | NC             | NC                            | Yatsu quitte la SWS.                                                                       | [ 3 ]  |
| - | Abandonné                                | NC     | 19 juin 1992    | NC                | NC             | NC                            | La SWS cesse ses activités.                                                                | [ 3 ]  |